# Bitva o Singapur
Bitva o Singapur je pojmenováním válečných událostí druhé světové války, které se odehrály na přelomu let 1941 a 1942 jako součást bojů v jihovýchodní Asii. V této době bylo město Singapur hlavním britským opěrným bodem v jihovýchodní Asii a strategická důležitost tohoto místa byla zřejmá nejen Spojencům, ale i představitelům Osy. Japonské snahy o získáni tohoto města byly zahájeny již 8. prosince 1941, kdy byl Singapur poprvé bombardován, a byly završeny mezi 8. a 15. únorem 1942, kdy Singapur padl do japonských rukou.
Po vylodění v Malajsii se početně slabší japonské vojsko vydalo na rychlý postup až k Singapuru, kterého dosáhli počátkem února 1942. Útok na město samotné začal 8. února večer. Britští obránci byli takovýmto vývojem zaskočeni, protože nepočítali s možností útoku z týlu. Po několika dnech bojů, Singapur 15. února kapituloval. Do zajetí putovalo na 80 000 australských, britských a indických vojáků, kteří se přidali k dalším 50 000 svých kolegů zajatých Japonci během jejich malajského tažení. Winston Churchill, britský ministerský předseda, označil pád Singapuru za „největší katastrofu“ a „největší kapitulaci“ v dějinách Británie. Zajímavostí je, že obrany Singapuru se zúčastnilo i menší množství československých vojáků.

## Důležitost Singapuru
Singapur patřil mezi jednu z nejvýznamnějších britských základen na celém světě. Tento klenot v koruně Impéria umožňoval Britům ovládat důležité lodní linky vedoucí podél jižního pobřeží Malajsie. A jelikož právě touto oblastí vedly lodní trasy zajišťující obchod na obrovských trzích jihozápadní Asie, bylo japonským představitelům jasné, že pokud chtějí oslabit britský vliv v jihozápadní Asii, je třeba se Singapuru zmocnit.

## Přípravy k útoku

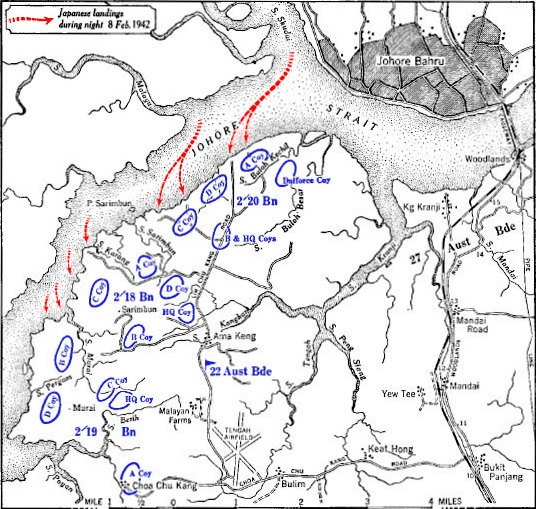
Japonská vylodění

Po dobytí Malajsie byla situace v Singapuru pro Brity kritická. Na ostrově bylo sice dislokováno okolo 100 000 britských, australských, nizozemských, indických a malajských vojáků, kteří měli dostatek munice, paliva a potravin. Ve prospěch Japonců však hrála jejich vzdušná převaha. Japonské letectvo vyčleněné pro tuto operaci čítalo na 500 letadel, která mohla útočit z letišť vzdálených pouhých 20 kilometrů od Singapuru. Naproti tomu Britové disponovali pouhými 50 letadly, která navíc byla zastaralejší než stroje dobře vycvičených japonských pilotů. Velitel obrany Singapuru, Arthur Percival, sice letectvo žádal o větší podporu, ale jeho prosby nebyly vyslyšeny, jelikož přednost dostala dodávka 600 letadel sovětské armádě.
Japonci svojí leteckou převahu skvěle uplatnili. Neustále byly vysílány bombardéry, které zasypávaly britské pozice pumami. Bombardování spojeneckých obranných pozic ničilo spojenecké obranné linie a výrazně narušilo morálku spojeneckých vojáků. Za účelem prohloubení devastujících účinků byl Singapur před samotným útokem vystaven rovněž těžké dělostřelecké palbě.

## Útok na město
Velitel japonského útoku, Tomojuki Jamašita, naplánoval lest, která měla útočícím vojákům dobytí Singapuru usnadnit. Schválně dal bombardovat východní část města, aby si Percival myslel, že Japonci chtějí útočit od východu. Britové tuto lest neodhalili a přesunem vojsk na východ značně oslabili obranu v ostatních částech města. Svůj omyl si uvědomili až 8. února, kdy se po mohutném bombardování, vylodilo 16 japonských praporů na západní část ostrova, kterou bránily jen 3 australské prapory. Již za rozbřesku drželi Jamašitovi vojáci na ostrově předmostí o síle tisíců mužů. Do odpoledne se již v Singapuru nacházelo na 30 000 japonských vojáků a několik tanků. Obrana v tomto sektoru byla svěřena 22. australské brigádě, která však byla Japonci brzy rozprášena a městu začalo hrozit obklíčení. Japonský nápor se poté zaměřil na výšiny Bukit Timah, kde se nalézaly vodní nádrže a sklady munice a paliva. Rozpoutala se divoká a krvavá řež, která se protáhla na několik dnů. Japonci využili své letecké převahy a ostrov úporně bombardovali. Bombardováním si však sami způsobili velké problémy, protože bomby zapálily nádrže s naftou a hořící nafta začala stékat k moři a cestou spálila všechny japonské vojáky, kteří se v daném úseku nacházeli.
Japonská vláda obdržela od Jamašity slib, že Singapur bude dobyt už 11. února, v Den založení národa. Avšak tohoto dne se Japoncům teprve podařilo dobýt výšiny Bukit Timah a postoupit k Singapuru. 5. a 18. divize postupovaly k městu od Bukit Timahu, zatímco gardová divize postupovala východněji od města Nee Soon. Obklíčení Singapuru se nakonec bez větších potíží povedlo.

## Kapitulace

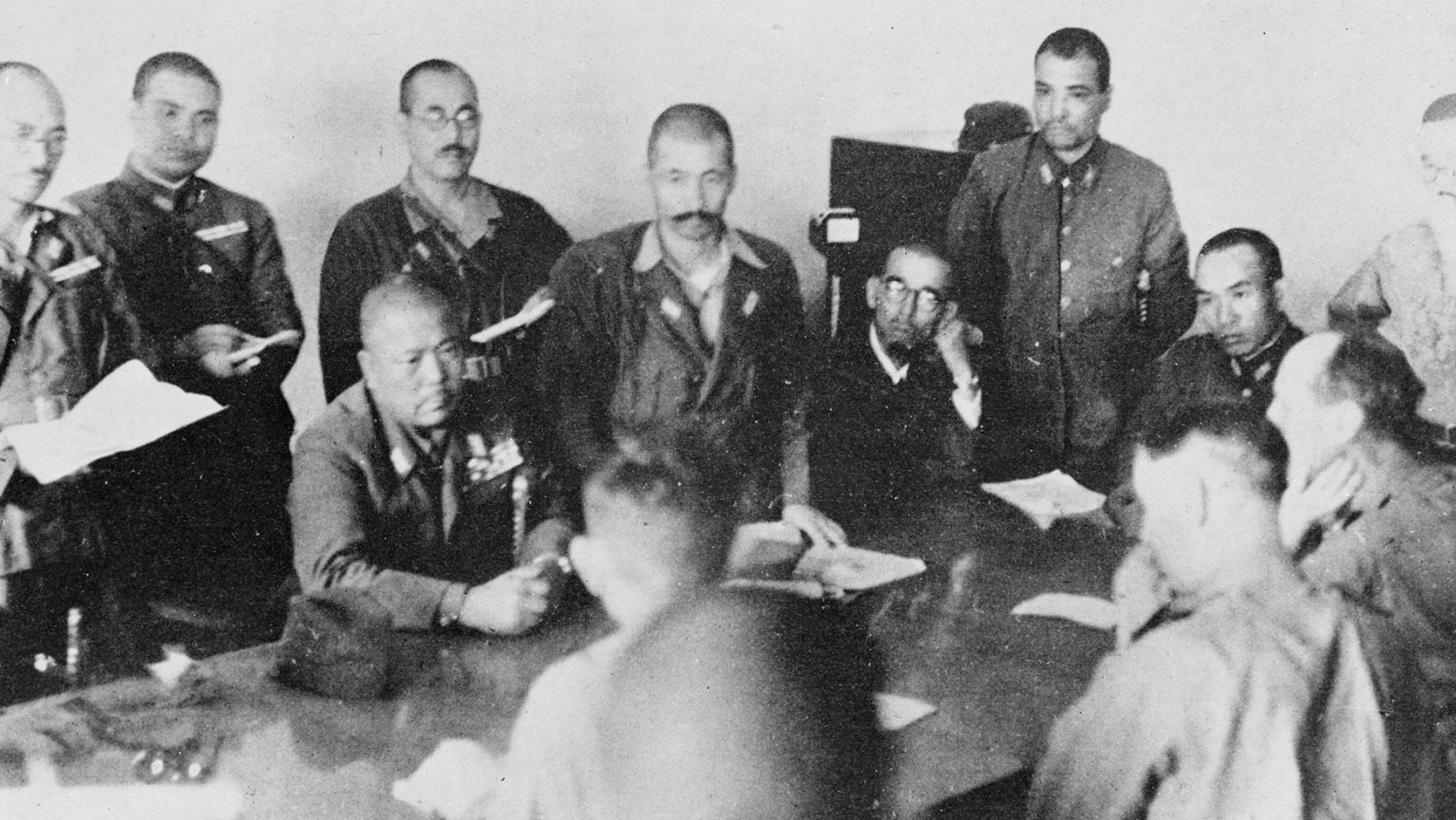
Lt Gen. Jamašita (sedí uprostřed) se sevřenými pěstmi u stolu vyžaduje bezpodmínečnou kapitulaci. Lt Gen Percival sedí mezi svými důstojníky s rukou sevřenou u úst.

Ráno 13. února 1942 poslal generál Jamašita generálu Percivalovi výzvu ke kapitulaci, ta však zatím přijata nebyla.
14. února došlo k masakru spáchanému japonskými vojáky v Britské vojenské (později Alexandřině) nemocnici, při kterém zemřelo 200 pacientů a členů ošetřujícího personálu, mezi nimi pravděpodobně i československý dobrovolník, baťovec Silvestr Němec. Je tradovaným mýtem, že šlo o akci na rozkaz Jamašity - uchýlit se ke zvěrstvům, aby Britům ukázal, jak má v plánu s obránci pevnosti naložit, pokud se nevzdají. Ve skutečnosti o něm údajně nevěděl, a to ani velitel divize Mutaguči. Masakr - aslespoň jeho první část - se odehrál v zápalu boje, protože z budovy nemocnice po Japoncích stříleli ustupující indičtí sapéři. Z toho důvodu nebyl po poválečném vyšetřování za zločin nikdo potrestán.
Percival však kapitulovat nehodlal, protože stále věřil, že Japonce dokáže porazit. Byl tak sebevědomý, že si 10. února dokonce zapsal: „Je jisté, že naše oddíly na Singapurském ostrově mají velkou početní převahu nad všemi Japonci, kteří překročili úžinu. V sázce je veškerá naše bojová pověst a čest Britské říše.“ Další boje však byly beznadějné. Britští velitelé poznali, že nejsou schopni porazit skvěle vycvičené japonské vojáky, kteří navíc měli válečné zkušenosti z války v Číně. Disciplína, spolupráce, rozhodnost v boji a vytrvalost zajistila japonským oddílům převahu.
Britům začalo docházet, že jejich boj je marný. Obrana ostrova se postupně rozpadla a Brity začal tížit nedostatek vody a potravin. 15. února 1942 na úpatí výšiny Bukit Timah vztyčil sám generál Percival bílý prapor. Osud Singapuru byl zpečetěn.

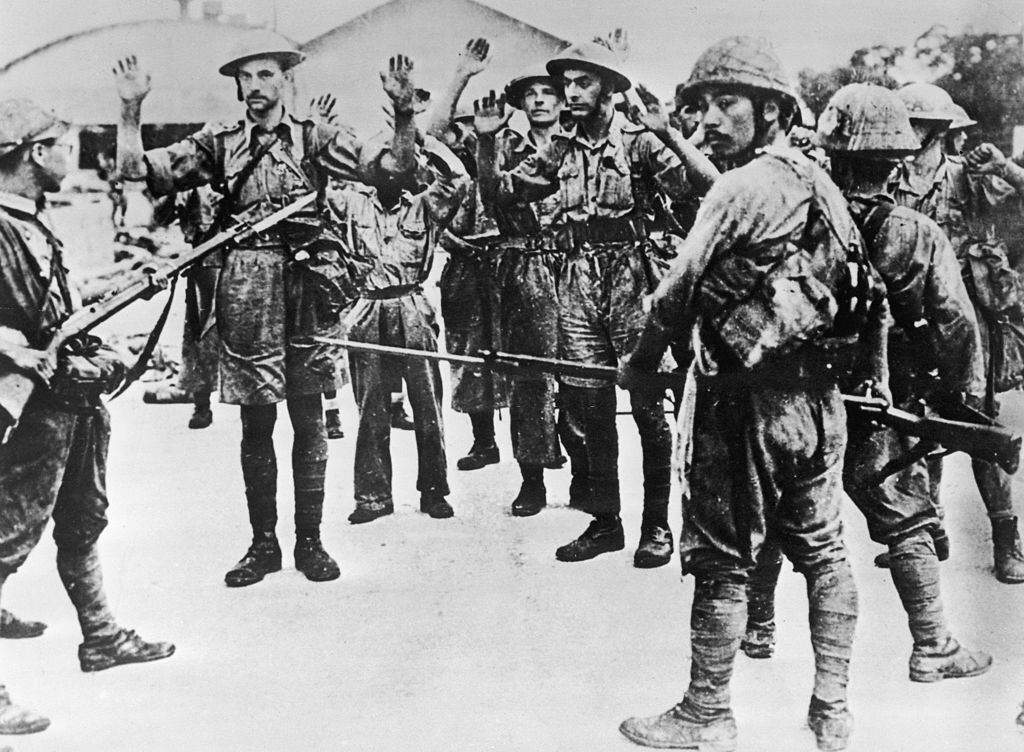
Kapitulace britských vojáků

## Závěr

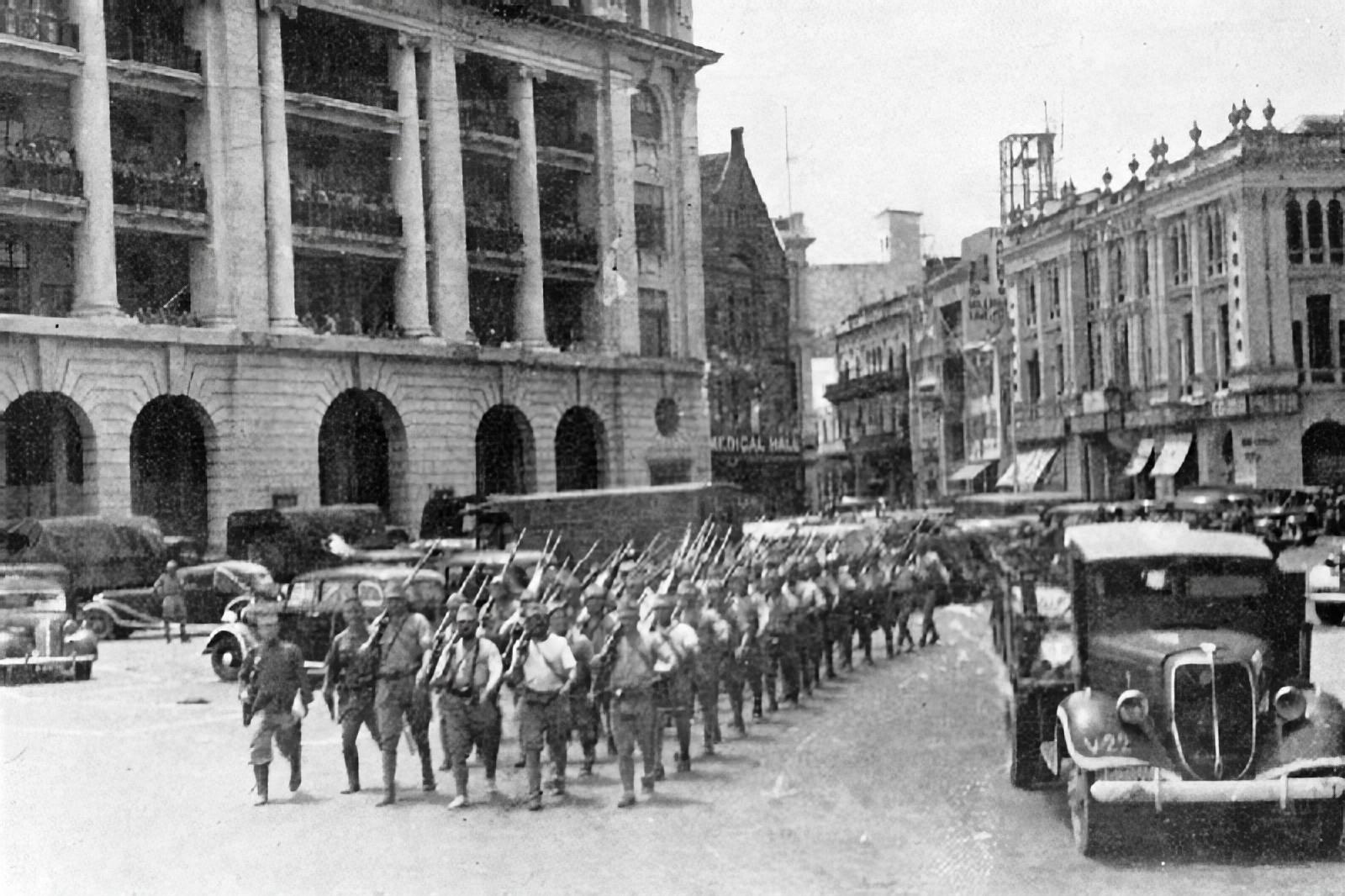
Japonští vojáci v roce 1942

Důsledky japonských akcí v Malajsku a v Singapuru byly pro Spojence katastrofální. 130 000 vojáků bylo zabito nebo padlo do zajetí. Naproti tomu Japonci přišli „jen“ o 9 000 padlých a raněných. Britové navíc ztratili velmi důležitou asijskou základnu a jejich prestiž v Evropě a v Asii byla značně otřesena. Někteří historikové zastávají názor, že se jednalo o katastrofu srovnatelnou s pádem Francie.
Hlavní příčina britské porážky spočívá v podcenění japonských vojenských možností a nepřipravenosti na možnost útoku z pevniny, jelikož džungle na Malajském poloostrově byla britským velením považována za neprostupnou. Díky vítězství se Japonsku otevřela cesta k získání Nizozemské východní Indie.
Singapur byl Japonci přejmenován na Šónan (照南 ~ Světlo jihu) a prestiž generála Jamašity stoupla tak, že si vysloužil přezdívku „Malajský tygr“.